# Uitgeest vasútállomás
Uitgeest vasútállomás vasútállomás Hollandiában, Uitgeest községben,  településen.

## Vasútvonalak
Az állomást az alábbi vasútvonalak érintik:
- Nieuwediep–Amsterdam-vasútvonal
- Haarlem–Uitgeest-vasútvonal

## Kapcsolódó állomások
A vasútállomáshoz az alábbi állomások vannak a legközelebb:
- Castricum vasútállomás (Den Helder vasútállomás, Nieuwediep–Amsterdam-vasútvonal)
- Heemskerk vasútállomás (Haarlem vasútállomás, Haarlem–Uitgeest-vasútvonal)
- Krommenie-Assendelft vasútállomás (Amsterdam Centraal, Nieuwediep–Amsterdam-vasútvonal)

## Szolgáltatások
- OV-fiets
- kerékpártároló
- WC
- kioszk

## Forgalom

### Vonat
- óránként 2x: (sprinter) Uitgeest - Amsterdam - Woerden - Rotterdam
- óránként 2x (sprinter) Uitgeest - Amsterdam
- óránként 2x (sprinter) Hoorn - Alkmaar - Uitgeest - Haarlem - Amsterdam

### Busz
| Üzemeltető | Járat | Útvonal                                                                 |
| ---------- | ----- | ----------------------------------------------------------------------- |
| Connexxion | 73    | Uitgeest - Assum - Heemskerk - Beverwijk - Velserbroek - Haarlem        |
| Connexxion | 163   | Uitgeest - Akersloot - Boekel - Alkmaar                                 |
| Connexxion | N69   | Amsterdam - Krommenie/Assendelft - Uitgeest - Limmen - Heiloo - Alkmaar |